# ウィーラー郡 (ジョージア州)
ウィーラー郡（ウィーラーぐん、英: Wheeler County）は、アメリカ合衆国ジョージア州の中央部に位置する郡である。2010年国勢調査での人口は7,421人であり、2000年の6,179人から20.1%増加した。郡庁所在地はアラモ市（人口2,797人）であり、同郡で人口最大の都市でもある。

## 歴史
ウィーラー郡の郡名は南軍の将軍ジョセフ・ウィーラーに因んで名付けられた。1912年8月14日、ウィーラー郡を創設するジョージア州憲法修正案が提案され、1912年11月5日に批准されてウィーラー郡が成立した。

## 地理
アメリカ合衆国国勢調査局に拠れば、郡域全面積は300.14平方マイル (777.4 km2)であり、このうち陸地297.72平方マイル (771.1 km2)、水域は2.42平方マイル (6.3 km2)で水域率は0.81%である。

### 主要高規格道路

#### アメリカ国道
- アメリカ国道280号線
- アメリカ国道319号線
- アメリカ国道441号線

#### ジョージア州道
- ジョージア州道19号線
- ジョージア州道30号線
- ジョージア州道31号線
- ジョージア州道46号線
- ジョージア州道126号線
- ジョージア州道149号線

### 隣接する郡
- トロイトレン郡 - 北
- モンゴメリー郡 - 東
- ジェフデイビス郡 - 南東
- テルフェア郡 - 南西
- ドッジ郡 - 西
- ローレンス郡 - 北西

## 人口動態
以下は2000年の国勢調査による人口統計データである。
| 基礎データ - 人口: 6,170人 - 世帯数: 2,011 世帯 - 家族数: 1,395 家族 - 人口密度: 8人/km2（21人/mi2） - 住居数: 2,447軒 - 住居密度: 3軒/km2（8軒/mi2） 人種別人口構成 - 白人: 64.56% - アフリカン・アメリカン: 33.18% - ネイティブ・アメリカン: 0.13% - アジア人: 0.10% - その他の人種: 1.25% - 混血: 0.79% - ヒスパニック・ラテン系: 3.54% | 年齢別人口構成 - 18歳未満: 22.4% - 18-24歳: 10.2% - 25-44歳: 31.6% - 45-64歳: 23.1% - 65歳以上: 12.7% - 年齢の中央値: 36歳 - 性比（女性100人あたり男性の人口） - 総人口: 128.1 - 18歳以上: 139.8 世帯と家族（対世帯数） - 18歳未満の子供がいる: 32.6% - 結婚・同居している夫婦: 52.1% - 未婚・離婚・死別女性が世帯主: 13.0% - 非家族世帯: 30.6% - 単身世帯: 27.8% - 65歳以上の老人1人暮らし: 14.8% - 平均構成人数 - 世帯: 2.54人 - 家族: 3.08人 | 収入と家計 - 収入の中央値 - 世帯: 24,053米ドル - 家族: 29,696米ドル - 性別 - 男性: 27,203米ドル - 女性: 22,679米ドル - 人口1人あたり収入: 13,005米ドル - 貧困線以下 - 対人口: 25.3% - 対家族数: 21.6% - 18歳未満: 30.2% - 65歳以上: 26.7% |

## 都市と町
- アラモ - 郡庁所在地
- グレンウッド